# Забраненият плод (сериал)
„Забраненият плод“ (на турски: Aşk-ı Memnu) е турски сериал, базиран на романа на Халид Зия Ушаклъгил от 1899 г. „Aşk-ı Memnu“ („Забранена любов“).  Главните роли изпълняват Берен Саат, Къванч Татлъту и Селчук Йонтем. Поредицата постига много висок рейтинг при първото показване.  Финалният епизод достига изключителен рекорд по гледане.  Световните телевизионни компании закупуват права за излъчване и сериалът получава своята международна известност.

## Сюжет
Аднан Зиягил е богат бизнесмен, собственик на Зиягил холдинг, който е останал вдовец след смъртта на съпругата си. Той живее идиличен живот в имението си на брега на Босфора в Истанбул с двете си деца: дъщеря му-тийнейджърка Нихал и единадесетгодишния син Бюлент, неговият роднина Бехлюл Хазнедар, осиротял след смъртта на родителите си, и различни домашни служители. Бехлюл, който е син на братовчед на Аднан, се премества да живее при него, след като родителите му загиват при автомобилна катастрофа, когато е малък. Той е в 20-те си години, когато започва сериалът. Г-жа Дениз дьо Куртон е възпитател на децата и живее в домакинството много преди смъртта на съпругата на Аднан. Дениз е с турско и френско потекло и е известна на цялото домакинство като „Мадмоазел“. Децата са ѝ „поверени“ от починалата съпруга на Аднан на смъртния ѝ одър.
Богатият вдовец Аднан привлича вниманието на Фирдевс Йореоолу, която има две дъщери (Пейкер и Бихтер) и наскоро е загубила съпруга си. Пейкер Йореоолу (по-голямата дъщеря на Фирдевс) излиза с Бехлюл за известно време, но се омъжва за Нихат Йонал, син на друго богато истанбулско семейство. На сватбата на Нихат и Пейкер, Аднан и Бихтер се свързват, заради загубата на близките си. Аднан се влюбва в много по-младата и красива Бихтер. Той ѝ предлага брак и тя се съгласява да се омъжи за него, въпреки че знае, че майка ѝ го харесва. Загубена е любовта между майка и дъщеря, тъй като Бихтер обвинява майка си за смъртта на баща си, след като тя му изневерява с друг мъж. Фирдевс също не е любимка на бащата на Нихат, богатия, но хитър бизнесмен Хилми Йонал. Хилми не харесва Фирдевс, защото е алчна, хитра и егоцентрична; той се заклева да превърне живота ѝ в ад. Фирдевс – заедно с прислужницата си Катя – се мести при Зиягил, след като претърпява сериозна автомобилна катастрофа.
Бракът на Бихтер и Аднан започва добре, докато Бихтер се опитва да се хареса на децата на Аднан. Аднан е отдаден на Бихтер, но разликата във възрастта им скоро се проявява в много различни реакции към събитията. Всички познават Бехлюл като плейбой, който се интересува повече от момичета, отколкото от обучението си в университета. Бихтер го ядосва, откакто той е изоставил сестра ѝ Пейкер. Живеейки заедно в имението обаче, Бехлюл се влюбва лудо в Бихтер. Той се опитва да стои настрана и изпитва чувство за вина към чичо си, но това се оказва загубена битка, тъй като той става все по-пленен от Бихтер. Първоначално тя го отхвърля, но по-късно също се влюбва в него. Тяхната „забранена любов“ се превръща в център на историята, която завършва трагично. Сериалът е задълбочен поглед върху щетите, причинени от незаконната им афера върху тях самите и цялото семейство Зиягил.

## Актьорски състав
- Берен Саат Доулу – Бихтер Йореоолу Зиягил
- Къванч Татлъту – Бехлюл Хазнедар
- Селчук Йонтем – Аднан Зиягил
- Небахат Чехре – Фирдевс Йореоолу
- Зерин Текиндор – Г-жа Дениз Де Куртон „Мадмоазел“
- Лейля Хазал Кая – Нихал Зиягил
- Батухан Караджакая – Бюлент Зиягил
- Еда Йозеркан – Елиф Бендер
- Нур Фетахоолу – Пейкер Йореоолу Юнал
- Илкер Къзмаз – Нихат Юнал
- Баран Акбулут – Бешир Еичи
- Пелин Ермиш – Джемиле
- Фатма Каранфил – Шахесте
- Рана Джабар – Сюлейман Ефенди
- Зерин Нишанджъ – Айнур Юнал
- Реджеп Актуу – Хилми Юнал
- Гюлизар Ърмак – Севил
- Гюлсер Тунджер – Арсен Зиягил
- Еврен Дуял – Несрин
- Уфук Каплан – Катя
- Мюнир Акча – Мелих Йореоолу

## Излъчване
| Сезон | Сезон | Епизоди | Начало на сезона | Край на сезона | Всички епизоди | ТВ сезон    | ТВ канал | Дата и час                               |
| ----- | ----- | ------- | ---------------- | -------------- | -------------- | ----------- | -------- | ---------------------------------------- |
|       | 1     | 38      | 4 септември 2008 | 18 юни 2009    | 1 – 38         | 2008 – 2009 | Kanal D  | четвъртък, петък, събота, неделя (20:00) |
|       | 2     | 41      | 3 септември 2009 | 24 юни 2010    | 39 – 79        | 2009 – 2010 | Kanal D  | четвъртък (20:15)                        |

## Излъчване в България
| Сезон | Сезон | Епизоди | Начало на сезона    | Край на сезона      | Всички епизоди | ТВ сезон       | ТВ канал | Дата и час                |
| ----- | ----- | ------- | ------------------- | ------------------- | -------------- | -------------- | -------- | ------------------------- |
|       | 1     | 76      | 1 декември 2010 г.  | 23 февруари 2011 г. | 1 – 76         | 2010 – 2011 г. | bTV      | всеки делник (20:00 часа) |
|       | 2     | 81      | 23 февруари 2011 г. | 1 юли 2011 г.       | 77 – 157       | 2011 г.        | bTV      | всеки делник (20:00 часа) |

## В България
В България започва излъчване на 1 декември 2010 г. по bTV и завършва на 1 юли 2011 г. Ролите се озвучават от Христина Ибришимова, Ася Братанова, Любомир Младенов, Виктор Танев и Калин Сърменов.
На 28 януари 2012 г. започва повторно излъчване по bTV Lady и завършва на 24 юни.
На 16 август 2012 г. започва повторно излъчване по Нова телевизия и завършва на 4 януари 2013 г. Повторенията по Диема Фемили. Дублажът е записан наново. Ролите се озвучават от Христина Ибришимова, Лидия Вълкова, Ася Братанова, Камен Асенов, Димитър Иванчев и Светозар Кокаланов.
Рейтингът на сериала в България е изключително висок и достига средно над 1,8 млн. зрители всяка делнична вечер .

## Роман
Романът „Забранена любов“ е написан от турския писател Халид Зия Ушаклъгил. Книгата първо излиза в няколко поредни издания на списание Servet-i Fünun в периода 1899 – 1907 г. Произведението добива международна известност с екранизацията му в турския телевизионен сериал „Забраненият плод“.

## Римейк
В началото на 2012 г. една от най-големите телевизионни компании за производство на теленовели в света (Telemundo) сключва договор с продуцентската къща Ay Yapim за направата на свой собствен сериал със същата история. Той има 107 оригинални епизода и е известен с името си Pasion Prohibida („Забранена страст“).